# Gwiazda Załóg Lotniczych
Gwiazda Załóg Lotniczych – polskie odznaczenie pamiątkowe przyznawane żołnierzom Sił Powietrznych, będących uczestnikami polskich kontyngentów wojskowych, działających od 2005 r. w składzie Sił Sojuszniczych Organizacji Traktatu Północnoatlantyckiego w operacjach wojskowych nadzoru przestrzeni powietrznej Republiki Estońskiej, Republiki Litewskiej i Republiki Łotewskiej (PKW Orlik), a także w operacji wsparcia wojskowego Republiki Łotewskiej (PKW Łotwa) w celu zapewnienia bezpieczeństwa uczestnikom szczytu Organizacji Traktatu Północnoatlantyckiego w 2006 r. Jest jednym z odznaczeń wojskowych, które nadawane są w Polsce w czasie pokoju.

## Utworzenie
Gwiazdy jako polskie odznaczenia ustanowiono ustawą z dnia 14 czerwca 2007 roku o zmianie ustawy z dnia 16 października 1992 roku o orderach i odznaczeniach, razem z Wojskowym Krzyżem Zasługi, Wojskowym Krzyżem Zasługi z Mieczami, Morskim Krzyżem Zasługi, Morskim Krzyżem Zasługi z Mieczami, Lotniczym Krzyżem Zasługi, Lotniczym Krzyżem Zasługi z Mieczami oraz Medalem za Długoletnią Służbę. Zmiana została wprowadzona w życie 10 października 2007 roku, po upływie trzech miesięcy od momentu ogłoszenia, które nastąpiło 9 lipca. Równocześnie Prezydent Rzeczypospolitej Polskiej rozporządzeniem z dnia 31 lipca 2007 roku zmienił rozporządzenie z dnia 10 listopada 1992 roku w sprawie opisu, materiału, wymiarów, wzorów rysunkowych oraz sposobu i okoliczności noszenia odznak orderów i odznaczeń. 
Zgodnie z treścią wyżej wymienionej ustawy „odznaczenia wojskowe o charakterze pamiątkowym mające w nazwie wyraz "Gwiazda" są nagrodą za nienaganną służbę w polskich kontyngentach wojskowych poza granicami państwa”. W precedencji polskich odznaczeń zajmują miejsce po Medalu za Długoletnie Pożycie Małżeńskie i są najniższymi w aktualnym systemie odznaczeń państwowych. Gwiazda Załóg Lotniczych została ustanowiona rozporządzeniem Prezydenta Rzeczypospolitej Polskiej z dnia 4 maja 2012 roku w sprawie nazwy, wstążki, okuć oraz wzorów rysunkowych Gwiazdy Załóg Lotniczych, które weszło w życie 5 sierpnia 2012 roku.

## Zasady nadawania
Gwiazdę Załóg Lotniczych nadaje i wręcza Prezydent Rzeczypospolitej Polskiej, z inicjatywy własnej, a także na wniosek ministra właściwego do spraw obrony lub ministra właściwego do spraw wewnętrznych. Prezydent ma również prawo do pozbawienia Gwiazdy osoby nią odznaczonej.
Gwiazda Załóg Lotniczych nadawana jest żołnierzom pełniącym służbę w PKW Orlik, oraz w operacji wsparcia wojskowego Republiki Łotewskiej w celu zapewnienia bezpieczeństwa uczestnikom szczytu Organizacji Traktatu Północnoatlantyckiego w 2006 r., a także żołnierzom członkom załóg wojskowych statków powietrznych, uczestnikom polskich kontyngentów wojskowych, działających w innych operacjach wojskowych; oraz członkom załóg wojskowych statków powietrznych pełniącym służbę poza polskimi kontyngentami wojskowymi.

## Opis
Odznaką jest patynowany na brązowo medal o średnicy 44 mm w kształcie czteropromiennej gwiazdy z dwoma skrzyżowanymi mieczami, ostrzami skierowanymi ku górze, z wypukłym monogramem z liter „RP” na górnym promieniu i wypukłym umieszczonym pośrodku napisem: „ZAŁOGI LOTNICZE”. Na dolnym promieniu i między górnymi promieniami znajdują się stylizowane liście wawrzynu. Rewers składa się z wypukłego, dwuwierszowego napisu: „PACI SERVIO”, a poniżej jest miejsce na wygrawerowanie przez odznaczonego dat służby.
Gwiazda Załóg Lotniczych zawieszona jest na wstążce koloru stalowego, szerokości 35 mm, z czerwonym paskiem szerokości 4 mm przez środek, mającym po bokach prążki białe szerokości 2 mm oraz po brzegach umieszczone symetrycznie połączone prążki w barwach flagi NATO: niebieski i biały, szerokości 3 mm każdy.
Na wstążce Gwiazdy Załóg Lotniczych nadanej żołnierzowi uczestniczącemu w PKW Orlik nakłada się okucie z napisem: „ORLIK 1” i odpowiednio – „ORLIK 2”, „ORLIK 3” i kolejne.
Na wstążce Gwiazdy Załóg Lotniczych nadanej żołnierzowi uczestniczącemu w innych operacjach wojskowych, nakłada się okucie z nazwą operacji wojskowej. 
Nie nakłada się okucia na wstążce Gwiazdy Załóg Lotniczych nadanej członkowi załogi wojskowego statku powietrznego, pełniącemu służbę poza polskimi kontyngentami wojskowymi, a także nadanej żołnierzowi uczestniczącemu w PKW Łotwa.